# نهایت سرعت
«نهایت سرعت» (انگلیسی: Premium Rush) فیلمی در ژانر اکشن و مهیج به کارگردانی دیوید کپ که در سال ۲۰۱۲ منتشر شد. از بازیگران آن می‌توان به جوزف گوردون-لویت، مایکل شنون، جمی چانگ، دانیا رامیرز، و آصف مندوی اشاره کرد.
داستان فیلم راجع به پیک دوچرخه سواری است که توسط یک پلیس خرابکار تحت تعقیب است.